# 泉州公交K702路
泉州公交K702路是中华人民共和国泉州市境内的一条公共交通线路，原名210路，全程28.6公里。起讫点为温陵公交首末站至黄塘镇政府 / 聚龙小镇，运营时间为温陵公交首末站 7:25-18:55（往聚龙小镇）/ 7:00-19:10（往黄塘镇政府）；黄塘镇政府 8:20-19:35； 聚龙小镇 6:50-18:10

## 历史
- 2011年1月24日，泉州市第二公共交通运输发展有限公司开通210（现K702路），初期运营区间为泉州汽车站-聚龙小镇，运营时间为泉州汽车站7:00-18:55，聚龙小镇6:50-18:00，初期使用车辆为12部福达FZ6890UF3G3型空调柴油客车
- 2011年1月29日，210路两部运营车辆于黄塘镇政府站遭遇4部黄塘-泉州客运专线围堵，致使该两部车辆当日无法运营[1]
- 2012年7月8日，因泉州大桥北桥头取消单向循环，210路往聚龙小镇方向取消途径宝洲街、田安南路，改为经由温陵南路、泉秀路行驶[2]
- 2013年4月19日，因坪山路改建后造成途径坪山下穿道后停靠原有的泉州农校站点困难，210路往泉州汽车站方向改为停靠农校天桥下的临时站点[3]
- 2013年6月，因206（现K201路）扩充运能的需要，抽调210路4部FZ6890UF3G3至206路，210路配车数减少至8部
- 2015年3月1日，应泉州市交通委关于《环泉州湾公交规划》的要求，泉州第二公交将210路更名为K702路[4]
- 2018年1月，K702路增加4部宇通ZK6805BEVG13型空调电动巴士
- 2018年1月19日，因《泉州交发集团所属企业整合重组方案》印发实施[5]，K702路自第二公交划入公交发展（公交集团前身）运营
- 2018年2月1日，K702路更换为8部大金龙XMQ6802AGBEVL2型空调电动巴士，并退下8部FZ6890UF3G3
- 2019年5月，K702路更换为8部金旅XML6805JEVY0C1型空调电动巴士，并退下8部XMQ6802AGBEVL2
- 2020年1月26日，为配合惠安县交通局关于新型冠状病毒肺炎防控要求。K702路自当日14:00起暂停运行至2月17日。[6][7]
- 2020年2月18日，K702路自该日起恢复运营。
- 2020年9月，K702路再次换回8部大金龙XMQ6802AGBEVL2，原配金旅XML6805JEVY0C1调配至K701路等用以增加运能。
- 2021年6月9日，K702路接手并更换自202路退下的5部宇通ZK6805BEVG13，原配5部XMQ6802AGBEVL2闲置。
- 因区间客流差异较大，第二公交实行隔班前往聚龙小镇的运营模式。该线大多数班次只运行至黄塘镇政府，而前往聚龙小镇的班次则为每小时一班[8]
- 2021年9月13日，应惠安县新型冠状病毒感染的肺炎疫情应急指挥部要求，K702路自当日9:00起暂停运营至9月30日。[9]
- 2021年10月1日，K702路自该日起恢复运营。[10]
- 2022年2月13日，自该日起K702路双向增停火烧桥、聚龙小镇大门口、聚龙体育中心、聚龙医院站。运营时间、票价不变。[11]
- 2022年3月15日，因疫情防控工作需要，K702路自该日起暂停运营至4月19日。[12]
- 2022年4月20日，K702路恢复运营。[13]
- 2022年8月5日，K702路自该日起取消停靠仕公岭站。同日，因泉州东站将于兴泉铁路通车后拆除，原火车东站更名为黄林新村站。[14]
- 2022年12月30日，因泉州汽车站已停止运营，自该日起原泉州汽车站更名为温陵公交首末站，泉州汽车站西门更名为温陵路南段，泉州汽车站北门更名为泉秀街北段站。同日，丰泽区行政服务中心更名为妙云街口站[15]
- 2023年9月25日，自该日起K702路双向增停后郭村路口站。[16]
- 2023年12月19日，K702路闽C01336D号车途径洛河路云庄村口站附近。因当班司机疲劳驾驶，致使车辆撞向路边民房，造成车辆前部损毁。
- 2025年3月3日，因优化调整，自该日起K702路双向取消停靠金凤屿路口、景明花园等站。[17]

## 站点
| 路线 | 路线 | 路线 | 所在地区、街道 | 所在地区、街道          | 站点名           | 备注                        |
| ---- | ---- | ---- | -------------- | ----------------------- | ---------------- | --------------------------- |
|      |      |      | 丰泽区         | 温陵南路                | 温陵公交首末站   | 起讫站 原名 泉州汽车站      |
|      |      |      | 丰泽区         | 温陵南路                | 温陵路南段       | ↑ 原名 泉州汽车站西门       |
|      |      |      | 丰泽区         | 宝洲街                  | 宝洲街西段       | ↑ 原名 宏昌宾馆             |
|      |      |      | 丰泽区         | 田安南路                | 泉秀街道办事处   | ↑                           |
|      |      |      | 丰泽区         | 泉秀街                  | 泉秀街西段       | ↓ 原名 泉州汽车站北门       |
|      |      |      | 丰泽区         | 泉秀街                  | 浦西路口         | 原名 海峡银行               |
|      |      |      | 丰泽区         | 泉秀街                  | 刺桐路口         |                             |
|      |      |      | 丰泽区         | 泉秀街                  | 客运中心站南门   | 原名 沉洲路口               |
|      |      |      | 丰泽区         | 坪山路                  | 客运中心站东门   |                             |
|      |      |      | 丰泽区         | 坪山路                  | 妙云街口         | 原名 丰泽区行政服务中心     |
|      |      |      | 丰泽区         | 坪山路                  | 云谷工业区       |                             |
|      |      |      | 丰泽区         | 坪山路                  | 泉州农校         |                             |
|      |      |      | 丰泽区         | 坪山路                  | 坪山加油站       |                             |
|      |      |      | 丰泽区         | 城华南路 （北迎宾大道） | 明日广场         | 分段点                      |
|      |      |      | 丰泽区         | 城华南路 （北迎宾大道） | 黄林新村         | 原名 火车东站               |
|      |      |      | 丰泽区         | 城华北路 （北迎宾大道） | 火烧桥           | 华大电商园                  |
|      |      |      | 丰泽区         | 城华北路 （北迎宾大道） | 华侨大学         |                             |
|      |      |      | 丰泽区         | 城东街                  | 城东中学         |                             |
|      |      |      | 丰泽区         | 城东街                  | 海峡体育中心北门 |                             |
|      |      |      | 洛江区         | 安吉路                  | 医高专           |                             |
|      |      |      | 洛江区         | 安吉路                  | 洛江交通局       |                             |
|      |      |      | 洛江区         | 安吉路                  | 吉源小区         |                             |
|      |      |      | 洛江区         | 城华北路 （北迎宾大道） | 航空旅游城       | 分段点 原名 杏宅            |
|      |      |      | 台投区         | 洛河路 X306             | 洛阳三角牌       |                             |
|      |      |      | 台投区         | 洛河路 X306             | 云庄村委会       |                             |
|      |      |      | 台投区         | 洛河路 X306             | 云庄村老年协会   |                             |
|      |      |      | 台投区         | 洛河路 X306             | 云庄村口         |                             |
|      |      |      | 惠安县         | 城西大道                | 陈埭头村         |                             |
|      |      |      | 惠安县         | 城西大道                | 陈埭头新村       |                             |
|      |      |      | 惠安县         | 城西大道                | 埔兜村           | 分段点                      |
|      |      |      | 惠安县         | 城西大道                | 染厝             |                             |
|      |      |      | 惠安县         | 城西大道                | 苏坑             |                             |
|      |      |      | 惠安县         | 城西大道                | 泉州世茂城       | 原名 亭林内坑               |
|      |      |      | 惠安县         | 城西大道                | 杏尾村           |                             |
|      |      |      | 惠安县         | 城西大道                | 岭透村           |                             |
|      |      |      | 惠安县         | 惠黄路 S312             | 省吟路口         | 原名 黄塘高速路口           |
|      |      |      | 惠安县         | 富民街                  | 黄塘镇政府       | 分段点 起讫点（大部分班次） |
|      |      |      | 惠安县         | 城西大道                | 双溪台湾城       | 原名 台商服务中心           |
|      |      |      | 惠安县         | 城西大道                | 医高专           | 后郭村路口                  |
|      |      |      | 惠安县         | 城西大道                | 黄塘中学         | 原名 溪东中学               |
|      |      |      | 惠安县         | 城西大道                | 溪东             |                             |
|      |      |      | 惠安县         | 聚龙大道                | 华光康养学院     | 原名 在水一方               |
|      |      |      | 惠安县         | 聚龙大道                | 聚龙小镇大门口   |                             |
|      |      |      | 惠安县         | 阳光大道                | 聚龙体育中心     |                             |
|      |      |      | 惠安县         | 阳光大道                | 聚龙医院         |                             |
|      |      |      | 惠安县         | 阳光大道                | 外国语学校       |                             |
|      |      |      | 惠安县         | 阳光大道                | 聚龙小镇         | 起讫点（少部分班次）        |

## 票价
K702路为分段计价，票价¥5.0。其中：
- 温陵公交首末站至明日广场：1元/人
- 明日广场至航空旅游城：1元/人
- 航空旅游城至埔兜村：1元/人
- 埔兜村至黄塘镇政府：1元/人
- 黄塘镇政府至聚龙小镇：1元/人
- 泉通卡普通卡9折，月票卡、敬老卡、爱心卡优惠功能无效
- 可使用泉城通APP或支付宝、云闪付、微信乘车码支付

## 配车
K702路配车数总计8部，其中：
- 宇通ZK6805BEVG13 8部

- 福达FZ6890UF3G3
（2011.1 - 2018.1）
- 大金龙XMQ6802AGBEVL2
（2018.1 - 2019.5 / 2020.9 - 2021.6）
- 宇通ZK6805BEVG13
（2018.1 - ）
- 金旅XML6805JEVY0C1
（2019.5 - 2020.9）

## 相关
- 泉州公交线路列表